# Poder Legislativo de Portugal
Existem cinco organismos envolvidos no processo de criação de leis em Portugal:
- Presidente da República Portuguesa
- Governo Português
- Assembleia da República Portuguesa
- Assembleia Legislativa da Região Autónoma dos Açores
- Assembleia Legislativa da Região Autónoma da Madeira[1]

Existem ainda os órgãos de soberania portuguesa.